# لینگ گوانگ
لینگ گوانگ (انگلیسی: Ling Guang؛ زادهٔ ۱ مارس ۱۹۶۶) بازیکن بسکتبال اهل چین بود. وی در بازی‌های المپیک تابستانی ۱۹۸۸ شرکت کرده‌است.